# St. Roch kapel og St. Anton kapel
St. Roch kapel og St. Anton kapel (polsk Kapliczki św. Rocha i św. Antoniego) ligger i Las Łagiewnicki ved Wycieczkowagaden 75 i Łódź. Et af trækapellerne, St. Anton kapel, regnes for at være byens ældste seværdighed.
Der findes mange legender om kapellernes rejsning. De knytter imidlertid alle kapellerne til åbenbaringer af St. Anton i 1670'erne, da Las Łagiewniki blev ejet af den adelige familie, Żeleski. Siden helgenen viste sig i franciskanerdragt blev der sendt bud efter franciskanerne, som tog et maleri af St. Anton med sig, og plasserede det i et trækapel viet til St. Anton. Den 22. juni 1680 ble Las Łagiewniki erklæret et mirakuløst sted af den katolske kirke, og franciskanerne fik samtidig status som stedets vogtere.
På grund af mange pilgrime blev der i 1682 rejst en stor trækirke på kapellets oprindelige plads, samt et trækloster med plads til 12 munke. Trækirken blev bygget om til en barok murkirke i årene 1701-1723 (St. Anton kirke). Trækapellet fra 1676 blev derimod forflyttet til den såkaldte "Pustelnia" (i dag Wycieczkowagaden), ved siden af St. Roch kapel fra begyndelsen af det 18. århundrede.
51°50′41.66″N 19°28′44.94″Ø / 51.8449056°N 19.4791500°Ø